# Guarda das Instalações de Petróleo
Guarda das Instalações de Petróleo ou Guarda das Instalações Petrolíferas (em inglês:  Petroleum Facilities Guard; em árabe: حرس المنشآت النفطية) é uma companhia petrolífera e milícia líbia atualmente liderada por Idris Bukhamada. Estabelecida em outubro de 2012, assumiu o controle dos principais terminais de exportação de petróleo no leste da Líbia no verão de 2013 e, a partir de março de 2014, tentou vender petróleo. Apesar de inicialmente aliar-se a Khalifa Haftar, essa aliança viria a azedar, fazendo com que Ibrahim Jadhran acusasse o Exército Nacional Líbio de tentar assassiná-lo em setembro de 2015.
Durante anos a Guarda das Instalações de Petróleo controlou os portos líbios, custando à Líbia mais de 60 bilhões de dólares em receitas petrolíferas, entretanto em 10 de setembro de 2016 o Exército Nacional Líbio lançaria a Operação Relâmpago Surpresa em uma tentativa de tomar os terminais petrolíferos de Brega, Zuwetina, Sidra e Ras Lanouf controlados pela milícia. No dia seguinte, ativistas locais informaram que o 166.º Batalhão do Exército Nacional Líbio conseguiu libertar a cidade de Ajdabiya, Sidra e Ras Lanouf depois de uma feroz batalha contra as forças de Jadhran no oeste de Bengazi. Em 12 de setembro, o Exército Nacional Líbio havia capturado a sede do terminal petrolífero de Zueitina, deixando a Guarda das Instalações de Petróleo com quase nenhum território sob seu controle. No dia 14, o Exército Nacional Líbio apoderou-se de Brega, incitando o coronel Muftah al-Muqarief a declarar a vitória, dizendo: "Toda a região do Crescente Petrolífero está agora sob o nosso controle".
Mais tarde, em setembro, a Guarda das Instalações de Petróleo lançou uma tentativa frustrada de retomar o Golfo de Sidra, antes de ser repelida com cinco membros da milícia mortos e vários veículos destruídos.
De 6 a 7 de dezembro de 2016, a Guarda das Instalações de Petróleo, aliada às Brigadas de Defesa de Bengazi, lançou outra tentativa de retomar o Golfo de Sidra, tomando brevemente Nofaliya e Bin Jawad antes de ser repelida por um contra-ataque do Exército Nacional Líbio e recuar em direção a Harawa. O Exército Nacional Líbio deu seguimento a sua vitória com uma incursão retaliatória nas proximidades da base aérea de Al Jufra, matando o comandante de campo Umar Al Mukhtar e ferindo outros treze, bem como avançando a leste de Sirte com o 21.º e o 101.º Batalhões de Infantaria, e capturando a base aérea de Brak Al Shati e a base aérea de Tamanhint na região de Sabha com a 12.ª Brigada liderada por Mohammed Ben Nayel.
Em fevereiro de 2017, Ibrahim Jadhran foi demitido pelo conselho da presidência como líder da Guarda das Instalações de Petróleo, e Idris Bukhamada foi apontado como o novo líder.